# ドディ・アルファイド

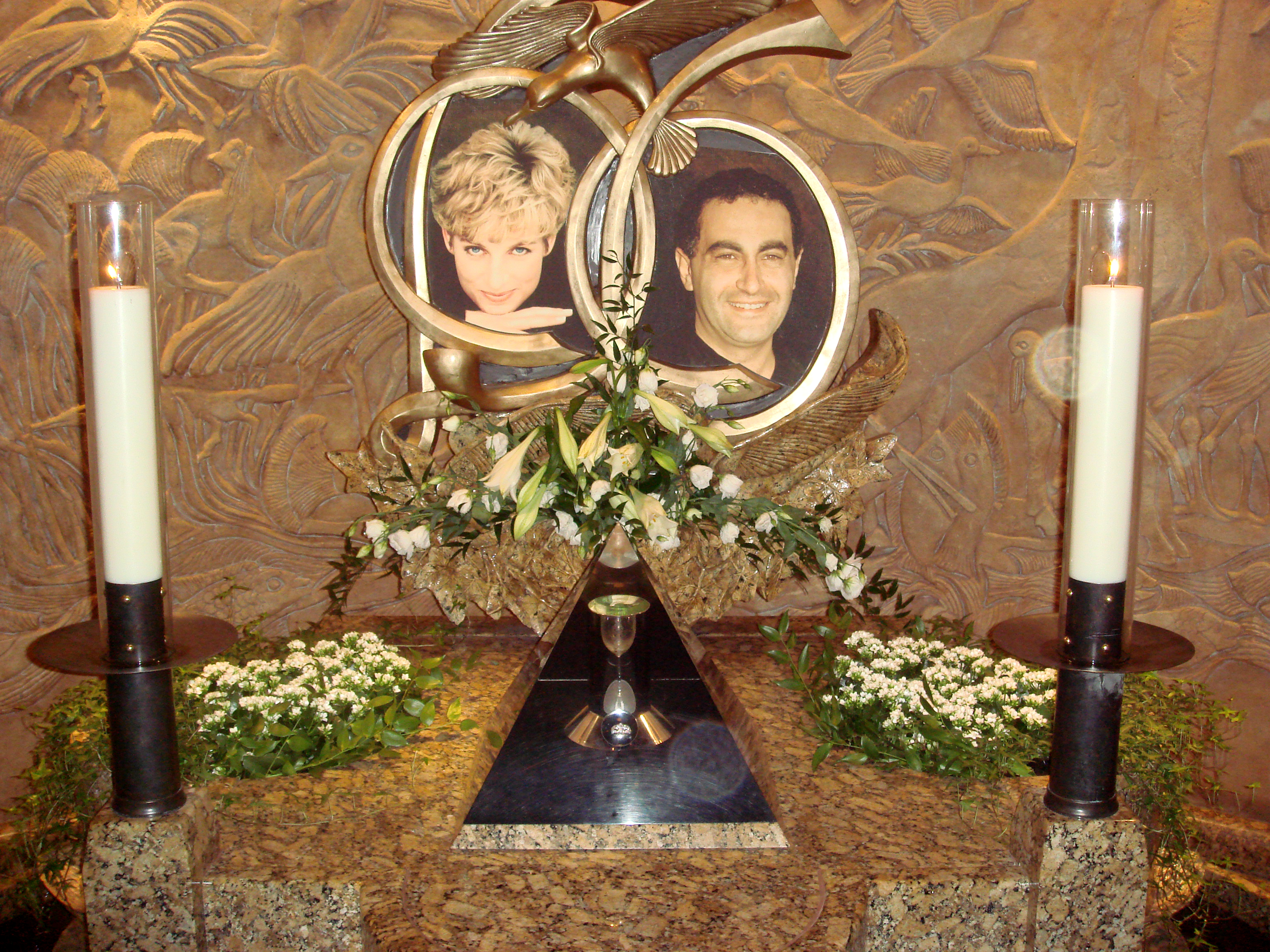
Diana e Dodi (1998), ハロッズ

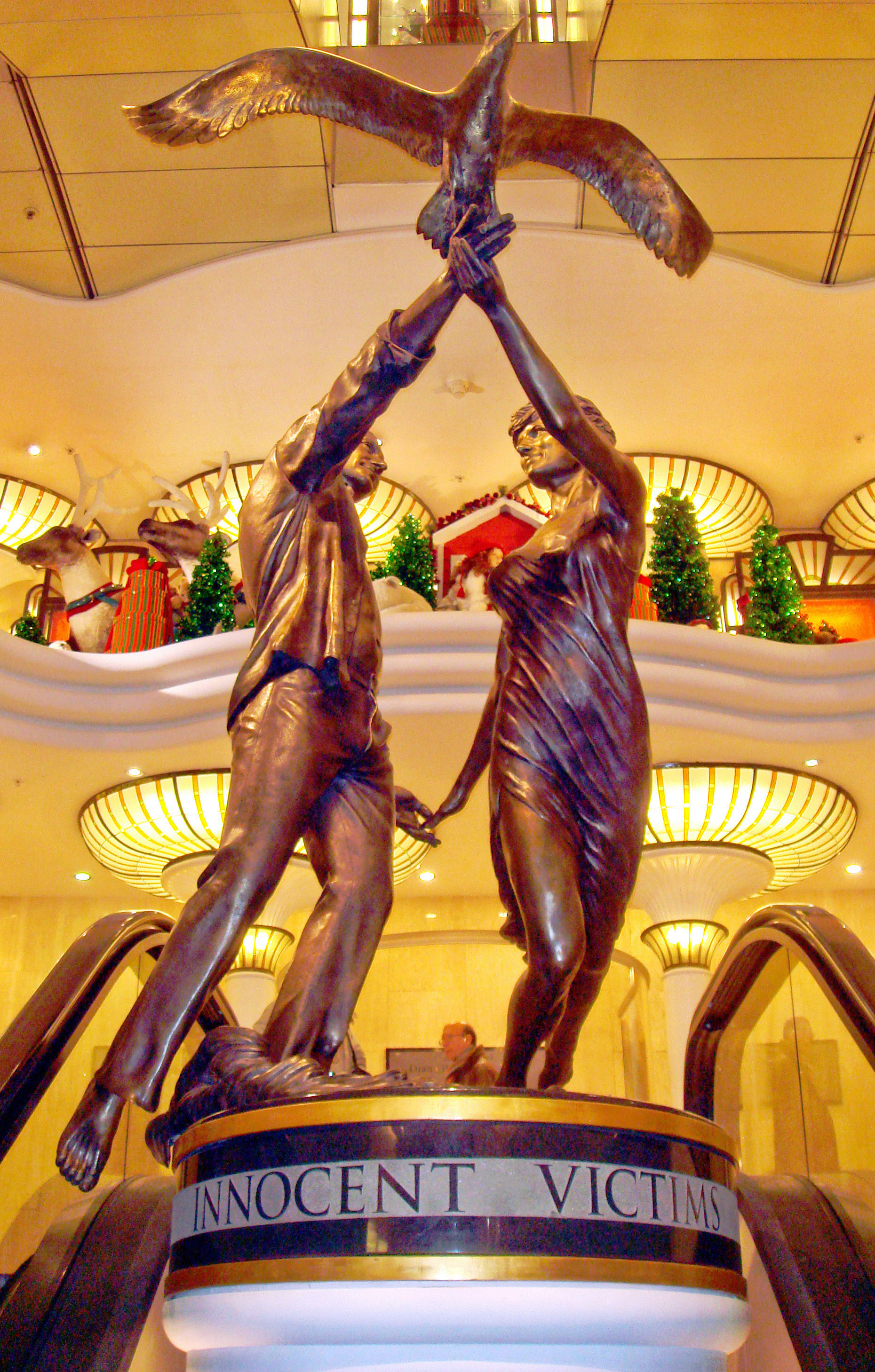
"Innocent Victims" (2005), ハロッズ

ドディ・アルファイド（Dodi Al-Fayed、アラビア語: عماد الدين محمد عبد المنعم الفايد、Emad El-Din Mohamed Abdel Moneim Fayed、1955年4月15日 - 1997年8月31日）は、イギリスの映画プロデューサー。

## 人物
イギリスのデパート『ハロッズ』、かつてのフラムFCのオーナーそしてホテル・リッツ・パリの所有者であるエジプトの億万長者モハメド・アルファイドの息子であり、また武器商人アドナン・カショギの甥にあたる。

## 生涯
エジプトのアレキサンドリアで生まれ、スイスの私立寄宿学校ル・ロゼ（Institut Le Rosey）で学んだ。映画プロデューサーとして活躍し、『炎のランナー』（1981年）、『フック』（1991年）などを製作した。
1990年代になって、イギリスのダイアナ元妃と交際しはじめたが、同時に彼女を付け狙うパパラッチに追いかけ回される日々が続いた。そして1997年8月31日、ダイアナ元妃と共にパリでの自動車事故で共に亡くなった。死後、父のモハメドはドディが死の直前にダイアナと正式に婚約しようとしていたことを暴露し、さまざまな憶測を呼ぶこととなった。
ドディの遺体はイギリス、サリーのウォーキングにあるブロックウッド墓地に埋葬されたが、その後にスコットランドのファイド家が所有する土地に移された。